# Unity (Nou Hampshire)
Unity és una població dels Estats Units a l'estat de Nou Hampshire. Segons el cens del 2000 tenia 1.530 habitants.

## Demografia
Segons el cens del 2000, Unity tenia 1.530 habitants, 504 habitatges, i 385 famílies. La densitat de població era de 16 habitants per km².
Dels 504 habitatges en un 30,4% hi vivien nens de menys de 18 anys, en un 66,5% hi vivien parelles casades, en un 4,2% dones solteres, i en un 23,6% no eren unitats familiars. En el 17,1% dels habitatges hi vivien persones soles el 4,4% de les quals corresponia a persones de 65 anys o més que vivien soles. El nombre mitjà de persones vivint en cada habitatge era de 2,59 i el nombre mitjà de persones que vivien en cada família era de 2,89.
Per edats la població es repartia de la següent manera: un 20% tenia menys de 18 anys, un 5,9% entre 18 i 24, un 27,5% entre 25 i 44, un 26,1% de 45 a 60 i un 20,6% 65 anys o més.
L'edat mediana era de 43 anys. Per cada 100 dones de 18 o més anys hi havia 97,7 homes.
La renda mediana per habitatge era de 41.594$ i la renda mediana per família de 47.045$. Els homes tenien una renda mediana de 31.199$ mentre que les dones 24.833$. La renda per capita de la població era de 17.908$. Entorn del 6,8% de les famílies i el 8,1% de la població estaven per davall del llindar de pobresa.